# Colecții CKD
Colecțiile CKD (din engl. Complete Knocked Down) sunt piese și subansamble ale unui produs finit care de regulă sunt exportate către uzine din alte țări unde urmează a fi asamblate. În acest fel se evită taxele mari (vama) de import pentru produse finite și se obțin eventuale avantaje fiscale pentru oferirea de locuri de muncă. Această metodă este practicată în special în industria auto. De asemeni se procedează la CKD-uri când se dorește startul industriei locale auto într-o țară în curs de dezvoltare.